# Mortal Kombat: Armageddon
Mortal Kombat: Armageddon — відеогра жанру файтинг, розроблена і випущена компанією Midway в 2006 році. Сьома в основній серії Mortal Kombat. Гра видавалася для домашніх ігрових консолей PlayStation 2, Xbox і Wii, ставши останньою грою серії для консолей шостого покоління і першою для сьомого.
Mortal Kombat: Armageddon планувалася як збірник, подібний до Mortal Kombat: Trilogy, але в підсумку отримала наскрізний сюжет. Наступна гра в серії, кросовер під назвою Mortal Kombat vs. DC Universe не стала сюжетним продовженням. На Mortal Kombat: Armageddon основна сюжетна лінія перервалася і була перезапущена в Mortal Kombat 9.
За сюжетом, щоб відвернути кінець світу, від магічного сну прокидаються двоє братів, які або знищать всіх найсильніших бійців, бачених в попередніх іграх, або відберуть у них сили.

## Ігровий процес

### Бої
Нововведенням став режим повітряного бою (Air Kombat), де боєць може здійснювати комбо і спецприйоми в повітрі. Це режим був запозичений зі спін-офу Mortal Kombat: Shaolin Monks. Парирування і Комбобрейкери стало можливим робити під час битви в повітрі. У гру була додана можливість «отямленої гри» (Wake-up Game) — контратакувати противника, який намагається одразу атакувати поваленого на землю опонента. Тепер якщо ворог хоче завдати удару, можна відбити його атаку раптовим ударом ноги.
Через велику кількість персонажів у грі число бойових стилів на кожного персонажа було скорочено до двох. Як правило це один рукопашний і один збройовий стиль, хоча у деяких бійців є тільки два рукопашних. Скоротилася і кількість ударів у стилях. Багато персонажів отримали нові спецприйоми.

### Крипта
Крипта повернулася в цю гру серії в оновленому вигляді і стала більше схожою на катакомби, ніж на цвинтарі або гробницю. У цій версії Крипти можна побачити, що міститься всередині кожної труни ще перед її купівлею, а сам склеп розділений на секції, присвячені концепт-артам, геймплею, медіа і так далі, полегшуючи гравцеві навігацію. Також на відміну від попередніх ігор Крипту можна бути відкритий різними методами: заплативши певну суму монет за кожну труну в ній, або знайшовши всі 60 реліквій в режимі Завоювання. Після знаходження всіх 60 предметів всі осередки Крипти відкриються автоматично. Також в спеціальні труни зі знаком питання можна вводити секретні коди, що відкривають їх.

### Завоювання
Режим Завоювання в MK: Armageddon містить в собі елементи цього ж режиму Mortal Kombat: Deception і Mortal Kombat: Shaolin Monks. Сюжет Завоювання сфокусований на двох братах: Тейвені і Дейгоні. Тейвен розшукує обладунки, щоб виконати покладене на нього батьками завдання — відвернути Армагеддон. Його головним противником виступає брат.
В цьому режимі можна відновлювати здоров'я та шкалу спеціальних сил за допомогою розкиданих на рівнях сфер. У деяких місцях у Завоюванні можна використовувати зброю. Також в Завоювання можливо зібрати 60 реліквій (по одній реліквії на кожного бійця, крім Тейвена, Дейгона і Камеліони), які дозволять отримати доступ до секретних бійців і відкрити всю Крипту. Проходження режиму Завоювання дозволяє відкрити Тейвена в аркадному режимі гри.

### Режим створення бійця
Гравець може створити власного бійця, на додачу до існуючих 60-и. Пропонується налаштувати расу, стать, статуру, риси обличчя, одяг. Можна використовувати заздалегідь створені класи персонажів (Таркатани, Найманці, члени банди Чорний Дракон, Ніндзя, Ретро Ніндзя (зразка класичних ігор серії Mortal Kombat 1-Mortal Kombat 3)). У фінальній версії в конструкторі початково доступні тільки два заздалегідь створених класи персонажів — Чаклун для чоловічих персонажів і Жінка-таркатан для жіночих. Втім всі частини одягу від решти класів доступні в грі, їх необхідно відкривати окремо за успіхи в боях. Класи персонажів з'являються в конструкторі тільки після того, як будуть відкриті всі частини їхнього одягу.
Гравці можуть дати своєму персонажу унікальний бойовий стиль, задаючи різні удари для кожної кнопки, а також переможні і бойові стійки. Є також можливість дати своєму персонажу збройовий стиль, але на вибір дається тільки два типи зброї — сокири й мечі. Також можна задати персонажу спецприйоми, які в конструкторі розділені на класи. Більшість рухів і частин костюмів треба купувати за монети отримані в Завоювання або аркадному режимі, хоча є невелика частина рухів та одягу доступних з самого початку гри.
Створеним персонажам також можна написати власну історію, яка буде відображатися якщо пройти за створеного бійця аркадний режим. Створені персонажі також можуть застосовуватися в онлайн грі.

### Режим створення Фаталіті
В MKA було додано Створення власного Фаталіті (Kreate-A-Fatality), що складаються з серії команд, які гравець повинен вводити одну за одною за невеликий проміжок часу. Що більше команд гравець ввів, то менше часу лишається на введення кожної наступної команди. Багато рухів не можуть бути повторені. Крім того, вводити кожну наступну команду можна тільки після того, як боєць завершить попередній рух (багато з них за часом тривають стільки, що час на введення пізніх команд минає раніше, і Фаталіті переривається). Всього можна ввести максимально одинадцять команд поспіль, результатом чого стане Досконале Фаталіті (Ultimate Fatality). Що вищий рівень складності виконаного Фаталіті, то більше грошей отримає за нього гравець.

### Motor Kombat
Motor Kombat — це міні-гра в MKA, що нагадує серію ігор Mario Kart і подібні гонки. Кожен з восьми персонажів має власний гоночний карт (виконаний в стилі персонажа) та спеціальні можливості. Бійці в Motor Kombat зображені в мультиплікаційній манері, яка вперше з'явилася в Puzzle Kombat в Mortal Kombat: Deception. Також в грі є індивідуальні Фаталіті і пастки на трасах.

### Персонажі
Гра має 60 персонажів, плюс два слоти для створених гравцем. Нових бійців всього два: Дейгон і Тейвен.
- Тейвен — син бога-хранителя Еденії Аргуса і його дружини Делії. Вміє керувати вогнем, переміщуватися на великі відстані і на високих швидкостях. Тейвен — єдиний з персонажів серії, який вміє керувати часом, зупиняючи його плин на кілька секунд.
- Дейгон — молодший брат Тейвена, також здатний керувати вогнем. Дізнавшись про можливість стати богом, перемігши Блейза та заволодівши обладунками, Дейгон збожеволів і заручився допомогою палого бога Шіннока. Дейгон убив своїх батьків і заснував на Землі злочинну організацію Червоний Дракон, за допомогою якої сподівався знайти Блейза і Тейвена.

### Арени
- Зброярня (Armory) — ремейк однойменної арени з Mortal Kombat II. На цій арені можна підібрати зброю, є смертельна пастка.
- Бойова арена (Battle Arena) — ремейк «Арени Кана» з МКII. На цій арені можна підібрати зброю і є 4 смертельних пастки.
- Дзвіниця (Bell tower) — ремейк арени Дзвіниця з Mortal Kombat 3. На цій арені є смертельна пастка.
- Вежа Зла (Evil Tower) — ремейк арени «Вежа» з МКII.
- Вогняний колодязь (Fire Well) — нова версія однойменної арени з Mortal Kombat 4, на цій арені є смертельна пастка.
- Лігво Горо (Goro's Lair) — ремейк арени з Mortal Kombat і МК4
- Пекло (Hell) — нова версія арени «Лігво Скорпіона» з Ultimate Mortal Kombat 3.
- Тартак (Lumber Mill) — приміщення, де висять пилки, а на фоні розміщений логотип Смеретльної Битви. На арені є пастка — ряд циркулярних пил.
- Метеоритний шторм (Meteor Storm) — площа перед храмом, розташованим у горах, куди на початку бою падає метеорит. Противника мона скинути на платформу, розташовану нижче, та продовжити бій там.
- Шпиль Зовнішнього Світу (Outworld Spire) — майданчик на сходах вежі. Противника можна скинути на аналогічний майданчик нижче, або викинути з балкона на шипи, що оточують вежу.
- Лігво Рептилії (Reptile's Lair) — нова версія арени з МК4.
- Палата Душ (Soul Chamber) — ремейк арени з МК3 і Mortal Kombat Gold.
- Метро (Subway) — ремейк арени з МК3. На цій арені є смертельна пастка — противника можна викинути під потяг.
- Тюрма Текунінів (Tekunin Prison) — нова версія арени «Тюрма» з МК4. На цій арені є фонове добивання.
- Пустки Зовнішнього світу (Wastelands of Outworld) — подвір'я фортеці, оточене огорожами та статуями. Ремейк арени «Пустки» з Mortal Kombat II. Противника можна викинути на катапульти з палаючими снарядами.
- Падаючі Кручі (Falling Cliffs) — ця арена була взята з Mortal Kombat: Deception. На ній противника можна скинути в прірву.
- Пекельна Ливарня (Hell's Foundry) — ця арена була взята з MKD. На ній противника можна викинути в піч.
- Трюм Пекельного Корабля (Nethership Interior) — ця арена була взята з MKD. Противника можна викинути у вікно.
- Небесний Храм (Sky Temple) — ця арена була взята з MKD. Противника можна викинути на нижній балкон, або скинути донизу.

Арени, які відкриваються в режимі Завоюванні або Крипті
- Піраміда Аргуса (Pyramid of Argus) — кругла арена на верхівці піраміди, оточена жарівнями та обелісками, на фоні відкривається кільце скель. Відкривається, коли гравець збере 40 реліквій. У аркадном режимі тут відбувається битва з Блейзом.
- Арктика (Arctika) — засніжене подвір'я фортеці.
- Джунглі Ботана (Botan Jungle) — руїни храму, розташовані на болоті в джунглях.
- Палата Дейгона (Chamber of Daegon) — ангар, де на фоні видно ув'язненого дракона.
- Руїни Еденії (Edenian Ruins) — круглий майданчик, оточений руїнами та магічними порталами.
- Багряний Ліс (Krimson Forest) — фортеця, розташована серед скель і дерев.
- Палац Лін Куей (Lin Kuei Palace) — льодяна печера перед власне палацом.
- Стрімчаки Пекла (Netherrealm Cliffs) — літаюча платформа серед скель, якими стікають потоки лави. Противника можна скинути на аналогічну платформу нижче.
- Печери Червоного Дракона (Red Dragon Caverns) — лабораторія, в якій стоять капсули з гібридами людей та драконів.
- Військова кімната Рейко (Reiko's War Room) — кімната в палаці з колонами, де висить логотип Смертельної битви.
- Лігво Скорпіона (Scorpion's Lair) — кругла зала, освітлена жарівнями, де на стіні зображено символ Скорпіона.
- Тронний зал Шао Кана (Shao Kahn's Throne Room) — велика зала зі сходами, що ведуть до трону.
- Шпиль Шіннока (Shinnok's Spire) — зала з колонами, за вікнами якої палає вогонь.
- Тронний зал Шіннока (Shinnok's Throne Room) — зала на вершині Шпиля Шіннока, де стоїть його трон, а за великими вікнами видно верхівки скель.

## Сюжет
Незадовго після того як Старші боги подолали Єдину Сутність і створили різні світи, у бога-захисника світу Еденії, Аргуса і його дружини-чаклунки Делії народилися діти: Тейвен і Дейгон. Делія могла бачити майбутнє і отримала видіння знищення всіх світів в результаті битви великого числа дуже сильних воїнів. Старші боги доручили Аргусу і Делії знайти спосіб відвернути такий кінець. Делія передбачила, що битва досягне свого апогею в кратері в Еденії серед руїн. Аргус наказав побудувати піраміду всередині кратера, в той час, як Делія створила вогненного елементаля Блейза. Блейз містив у собі сили, достатні, щоб зупинити воїнів. Але виникла суперечка: Аргус вважав, що всі воїни повинні будуть знищені, а Делія — що слід лише відняти у воїнів їхні сили. Вони вирішили, що відправлять своїх дітей змагатися один з одним і переможець займе місце нового захисника Еденії, зробивши вибір. Їм слід було подолати Блейза і добути меч та обладунки з храмів їх батька і матері в Земному Царстві. Один з обладунків міг знищити всіх воїнів, другий — позбавити їх сил.
Брати були викликані до палацу в Еденії, де Аргус наслав на них магічний сон, не розповідаючи наперед кінцевої мети змагання. Обидва були поміщені всередину гір у Земному царстві, а як охорона до них були приставлені дракони. Тейвена охороняв Золотий дракон, Орін, за Дейгоном наглядав Червоний дракон — Каро. Коли Блейз подасть сигнал, дракони повинні будуть розбудити своїх підопічних і змагання почнеться. Під час подій, пов'язаних з поверненням Царя драконів Онаґи, пророцтво Делії про кінець світу почало збуватися. Дейгон був помилково розбуджений драконом Каро, який прийняв втрату зв'язку з Блейзом, поневоленим слугами Онаґи, за сигнал до пробудження Дейгона і початок змагання. Дейгону вдалося дізнатися в чому була суть змагання і він став одержимий ідеєю захопити божественну могутність елементаля в свої руки. Він створив організацію Червоний Дракон (названу на честь дракона який його розбудив) і поневолив Каро для того, щоб використовувати його можливості з відкриття порталів для потреб своєї організації. Основним завданням Червоного Дракона було виявити місцезнаходження Блейза і вбити Тейвена.
Коли і Тейвен був розбуджений, під час повернення Онаґи, він виявив, що його постійно намагаються вбити посланці Червоного Дракона. Тейвену вдалося потрапити до палацу свого батька, де він повинен був взяти меч, але палац виявився порожній. У храмі своєї матері, який перетворився на штаб-квартиру клану Лін Куей, Тейвен зміг знайти обладунки залишені його матір'ю. В цей же час Куан Чі, дізнавшись про силу Блейза, злякався, що сили Світла використають його для боротьби зі злом і об'єднав проти них всіх наймогутніших Лордів Пітьми, включаючи Шао Кана, Шанг Цунга і Онаґу.
Гра пропонує пройти обраним персонажем битви з іншими воїнами, щоб зрештою зустрітися на верхівці піраміди в Еденії з Блейзом і скористатися його силою:
- Ашра. Енергія Блейза остаточно очищує Ашру, вона перетворюється на істоту зі світла та вирушає на боротьбу зі злом. Її головною метою стає очистити свого найбільшого ворога — Куан Чі.
- Барака. Він поглинає силу Блейза та пропонує Шао Кану з Онаґою вибір: служити йому чи померти. Ті нападають і гинуть в бою. Після цього Барака пропонує Міліні стати його королевою і вона погоджується.
- Блейз. Перемігши всіх воїнів, Блейз виконує своє призначення. Його сила вивільняється, знищуючи всі світи. Армагеддон, який Блейз мав відвернути, настає через нього ж.
- Бо'Рай Чо. Старші боги дають йому в нагороду за подвиги божественні сили та призначають захисником Зовнішнього світу.
- Хамелеон. Невидимий, він піднімається на піраміду і вбиває Блейза. Здобувши силу елементаля, Хамелеон, що досі був у тіні впродовж всіх Смертельних Битв, ставить собі мету стати на наступній чемпіоном.
- Сайракс. Поглинена сила повертає Сайраксу людське тіло. Він об'єднується із Саб-Зіро та виступає проти Смоука і Сектора, котрих скоро перемагають. Колишніх ворогів перепрограмовують та повертають до клану Лін Куей, де на них чекає перетворення назад у людей.
- Дейгон. Він видирається на вершину піраміди саме тоді, як Тейвен майже перемагає Блейза. Дейгон завдає фінального удару елементалю в спину, але тут з піраміди виходять батьки братів. Вони оголошують, що Тейвен довів право захищати світ, тоді як Дейгон вчинив безчесно і на нього чекає покарання.
- Дайру. Енергія Блейза створює навколо тіла Дайру золоті обладунки. Шао Кан нападає на нього, проте не може подолати воїна. Перемігши імператора, Дайру проголошує себе новим правителем Зовнішнього світу, де відтепер пануватиме справедливість. Земля та Еденія укладають з ним альянс.
- Даріус. Після перемоги в піраміді відкривається скарбниця, реліквії з якої дають Даріусу силу завоювати Сейдо і здолати його заклятого ворога Хотару. Аргус призначає своїм синам нове завдання — перемогти Даріуса, щоб стати спадкоємцем свого трону.
- Драмін. Ввібравши силу Блейза, Драмін отримує ще більшу силу і лють. Він вбиває Молоха та вирушає нищити все на шляху.
- Єрмак. Сила Блейза розриває Єрмака та дає тіло кожній з душ, якими він був утворений. Єрмак опиняється одночасно в багатьох тілах, цілою армією, керованою єдиною волею.
- Фрост. Перемога над Блейзом наділяє її силою більшою, ніж у Саб-Зіро. Фрост відбирає у вчителя амулет і поглинає в нього душі своїх предків, після чого вселяє їх у тіла членів клану Лін Куей. З них постає непереможна армія, що завойовує всі світи, лишаючи по собі тільки заморожені пустелі.
- Фуджін. Із силою Блейза Фуджін створює новий світ з уламків поневолених Шао Каном світів. Цей світ стає оплотом сил Світла, а Лю Кан — їх генералом.
- Горо. Здобувши богоподібну силу, Горо з іншими шоканами вбиває гнобителів свого народу — Шао Кана, Куан Чі, Шанг Цунга й Онаґу. Зовнішній світ опиняється під владою шоканів.
- Хавік. Перемога над елементалем робить Хавіка втіленим Хаосом. Він руйнує світи, наповнюючи їх гротескними формами. Настає цілковите панування Хаосу.
- Хотару. Сила Блейза робить Хотару богом Порядку. Він схоплює Даріуса й насильно перетворює його на свого слугу.
- Гсу Хао. Здобута могутність перетворює його на могутнього демона. Він збирає армію, що повалює Шіннока. Гсу Хао стає володарем Пекла.
- Джейд. Отримавши божественні сили, Джейд ув'язнює сили зла в піраміді та лишає її як застереження майбутнім ворогам Еденії.
- Джарек. Він вбирає сили всіх воїнів і спрямовує їх на них самих. Джарек святкує свій тріумф.
- Джакс. Сила Блейза перетворює його на могутнього кіборга. Джакс убиває Сектора і проголошує себе лідером клану Текунін.
- Джонні Кейдж. Він здобуває божественні сили, але що більше — просвітлення, і відмовляється від колишнього життя.
- Кабал. Перемога над Блейзом перетворює Кабала на досконалу зброю свого клану. Він перемагає Мавадо і той здійснює харакірі. Кабал проголошує клан Чорного Дракона непереможним.
- Кай. Він користується отриманою могутністю, щоб злитися з Єдиною Сутністю. Кай довідується всі таємниці минулого, проте в майбутньому бачить лише порожнечу.
- Кано. Сила Блейза перетворює Кано на могутню істоту, що втілює силу його клану — напів-людину, напів-дракона.
- Кенші. Ввібрана енергія не лише зцілює сліпоту Кенші, але й наділяє його надзвичайно гострими відчуттями. Та не взмозі витримати їх, Кенші усамітнюється в гірській печері.
- Камелеона. Нові сили дають Камелеоні змогу відродити завріанів. Вона перетворює на завріанина спочатку Шао Кана, зробивши його своїм рабом, а потім усіх інших героїв. Епоха панування ящерів повертається.
- Кінтаро. Він вкладає силу Скорпіона, Саб-Зіро, Хотару й Хавіка до чотирьох мечів, з якими стає непереможним воїном.
- Кіра. Божественними силами Кіра воскрешає вбитого Кобру, проте він відбирає її сили задля звеличення Чорного Дракона.
- Кітана. Вона стає чемпіоном Старших богів і об'єднується з найсильнішими жінками — Сіндел, Джейд, Сонею та Лі Мей. Разом вони ув'язнюють всі сили зла у Пеклі.
- Кобра. Він проголошує себе володарем усіх світів і наказує Кірі стати його королевою. Старші боги перетворюють Кіру на богиню Смерті. Кіра цілує Кобру і випиває з нього життя.
- Кунг Лао. Монах переноситься на тисячу років у минуле, де виграє перший турнір Смертельної битви. Він стає легендою, але через це його предок і кумир, Лю Кан давнини, не стає героєм.
- Лі Мей. Вона звершує помсту за свій народ, ув'язнивши душі Куан Чі та Шанг Цунга в обеліску. Там вони приречені вічно битися з нескінченними ордами нападників.
- Лю Кан. З новими силами він дає бій божевільному Рейдену та перемагає його. Тепер Лю Кан стає богом-захисником Земного царства.
- Мавадо. Він користується силою Блейза, щоб контролювати кожного, хто носить знак Червоного дракона. Скоро Мавадо перемагає захисників Землі та клан Чорного Дракона i стає володарем Землі.
- М'ясо. Істота непомітно підбирається до Блейза і вбивши його отримує здатність набути будь-якої подоби. Та з цим М'ясо перестає бути самим собою, тож зникає в невідомості.
- Міліна. Вона користується енергією, щоб стати прекрасною, як Кітана, а Кітану зробити потворною, як була вона. Тепер Міліна займає трон названої сестри, а справжню Кітану кидає до в'язниці, де та божеволіє.
- Мокап. Вивільнена енергія розщеплює Мокапа і підносить на небо, де він стає сузір'ям. В майбутньому легенди розповідають про нього як героя, що врятував світ від Армагеддону.
- Молох. З божественною силою він руйнує все довкола, спустошуючи Еденію. Засліплений люттю, Молох також знищує портали в інші світи і лишається в'язнем мертвої Еденії.
- Мотаро. Кентавр знаходить застосування силі Блейза — перетворює свій народ на двоногих мінотаврів, щоб зайняти місце шоканів.
- Нічний Вовк. Ставши найсильнішим шаманом, він знаходить загублену душу Лю Кана та повертає її в тіло.
- Нітара. Вампіреса стає богинею Крові та перетворює всіх на своєму шляху в безвільних рабів. Згодом всі світи опиняються під її владою.
- Нуб Сайбот. Після остаточної перемоги він зустрічає минулого себе і зливається з ним. Утворюється нова особистість, що не є ні Нубом, ні Саб-Зіро.
- Онаґа. Здобуту силу він спрямовує на повернення трону Зовнішнього світу й помсту Шао Кано. Побивши його до напівсмерті, Онаґа кидає Шао Кана до в'язниці, де Шанг Цунг і Куан Чі катують свого колишнього володаря.
- Куан Чі. Чаклун бажає знищити Старших богів, але щойно він підноситься на небо, як потрапляє в пастку. Боги перетворюють його на амулет і відправляють у минуле. Саме він і стає амулетом Шіннока.
- Рейден. Божевільний Рейден знищує всі світи, крім Земного царства, щоб ніхто й ніщо не становило йому загрози.
- Рейн. Він поневолює Еденію, а Аргус, вознесений в пантеон Старший богів, жалкує, що дозволив цьому статися.
- Рейко. Тепер він стає могутнішим за свого володаря Шао Кана, вбиває його і одягає його шолом. Тіло і обладунок зливаються в єдину істоту. Рейко стає ще жорстокішим тираном, ніж був Шао Кан.
- Рептилія. Піраміда розсипається і він знаходить саркофаг, де спить завріанська жінка. Пробудивши її, Рептилія розуміє, що тепер його раса буде відроджена.
- Саріна. Вона переймає здібності Саб-Зіро і разом з ним навічно заморожує Куан Чі. Тіло чаклуна виставляють у храмі Лін Куей на знак перемоги i як застереження ворогам.
- Скорпіон. Ніндзя користується силою Блейза, щоб повернути з мертвих увесь клан Ширай Рю і свою родину. Та слідом з'являється Куан Чі й викрадає його сина. Скорпіон і його клан кидаються на пошуки чаклуна.
- Сектор. Він зливається із Смоуком і Сайраксом в нову істоту з плоті й заліза. Його метою стає таким же чином перетворити жителів усіх світів.
- Шанг Цунг. Чаклун отримує силу змінювати форму інших істот. Він перетворює Шао Кана на кентавра-раба і нарешті стає правителем Зовнішнього світу.
- Шао Кан. Із силою Блейза він зливає всі світи в один і стає їх єдиним правителем. Та тріумф Шао Кана триває недовго, лишившись без цілей для завоювання, він божеволіє.
- Шіва. Вона стає богинею Руйнування та спрямовує свою міць на руйнування всіх світів, до невпізнання змінюючи їх.
- Шіннок. Збільшивши свою й без того божественну силу, Шіннок тепер прагне стати верховним богом.
- Шуджінко. Перемігши всіх можливих суперників, Шуджінко божеволіє та кидає виклик Старшим богам.
- Сіндел. Вона повертає з мертвих свого чоловіка Джарода і разом з Кітаною створює Тріаду Справедливості, покликану боротися з тиранами.
- Смоук. Енергія Блейза вбирається нанороботами в тілі Смоука. Вони починають неконтрольовано розмножуватися та з часом покривають всю Еденію. Їх безформна маса продовжує вважати себе Смоуком.
- Соня. Нарешті вона досягає своєї мети — спалює дотла Кано. Знищивши після цього клани Чорного і Червоного Дракона, Соня проголошує нову еру миру.
- Страйкер. Він стає невловимим непереможним месником, що повсюдно карає зло і захищає справедливість.
- Саб-Зіро. Ніндзя стає богом Льоду, хоча Старші боги не дають на це згоди і скоро обирають чемпіона, що повалить Саб-Зіро.
- Таня. Вона стає Прикликачкою драконів і насилає драконів на всі світи, поступово підкорюючи їх собі.
- Тейвен. Енергія Блейза спрямовується ним крізь обладунки в кожного воїна, щоб знищити їх. Та результат виявляється не тим, якого він очікував — замість загинути, воїни стають іще сильнішими.